# Torre do Relógio de Almodôvar
A Torre do Relógio de Almodôvar é uma estrutura histórica na vila de Almodôvar, na região do Alentejo, em Portugal.

## Descrição e história
O imóvel situa-se na Rua do Relógio, no interior da vila de Almodôvar. Consiste numa torre com escadaria externa, rematada por uma platibanda vazada e um telhado em coruchéu. Junto do telhado encontra-se um campanário, onde antes estava o sino. A sua estética é em geral bastante sóbria, com elementos de influência popular, podendo ser considerado um exemplo das tendências maneiristas, de feição regional, que foram aplicadas nos edifícios públicos alentejanos seiscentistas.
Foi construída no século XVII, durante um período em que se promoveu um pouco por todo o país a instalação de torres de relógio. Em 1889, a autarquia determinou que o relógio da Igreja Matriz fosse transferido para aqui, uma vez que a torre do santuário tinha sido danificada por um raio. Em 1970, o relógio foi substituído por um novo.